# غاي بوثبي
غاي نيويل بوثبي (بالإنجليزية: Guy Boothby)‏ (13 أكتوبر 1867-26 فبراير 1905)، روائي وكاتب أسترالي غزير الإنتاج، اشتهر بالخيال المثير في مجلات متنوعة في نهاية القرن التاسع عشر. عاش بشكل رئيسي في إنجلترا. عُرف بأعماله مثل سلسلة الدكتور نيكولا، التي تتحدث عن العقل المدبر الإجرامي الخفي الذي كان سابقًا فكتوريًا لفو مانشو، وفاروس المصري، وهي قصة من مصر القوطية مليئة بلعنات المومياوات والانتقام الخارق. كان روديارد كبلينغ صديقه ومعلمه، وذكر جورج أورويل كتبه بإعجاب.

## سيرة حياته
ولد بوثبي في أديلايد لعائلة بارزة في المستعمرة البريطانية المؤسسة حديثًا في جنوب أستراليا. كان والده توماس وايلد بوثبي، الذي عمل لفترة من الوقت عضوًا في الجمعية التشريعية لجنوب أستراليا، وكان ثلاثة من أعمامه من كبار المسؤولين الاستعماريين، وكان جده بنجامين بوثبي (1803-1868)، قاضيًا مثيرًا للجدل في المحكمة العليا لجنوب أستراليا بين عامي 1853 و1867. حين كان بوثبي يبلغ من العمر سبع سنوات تقريبًا، انفصلت والدته إنجليزية الأصل، والتي كان يحترمها كثيرًا، عن والده وعادت مع أطفالها إلى إنجلترا. هناك تلقى تعليمًا إنجليزيًا تقليديًا في مدرسة لورد ويماوث للقواعد (الآن مدرسة وارمينستر) في سالزبوري، وفي مستشفى المسيح في لندن.
بعد ذلك، عاد بوثبي وحده إلى جنوب أستراليا في السادسة عشرة، ودخل بدوره إلى الإدارة الاستعمارية كأمين سر خاص لرئيس بلدية أديلايد المدعو لويس كوهين، لكنه لم يكن راضيًا عن العمل. على الرغم من أن الخدمة الاستعمارية كانت من تقاليد عائلة بوثبي، اتجهت ميوله الطبيعية نحو الإبداع أكثر من الإدارة، ولم يكن راضيًا عن دوره المحدود كخادم استعماري إقليمي. في عام 1890، كتب بوثبي البالغ من العمر 23 عامًا نص الأوبرا الكوميدية، سيلفيا، والتي نُشرت وأُنتِجت في أديلايد في ديسمبر 1890، وفي عام 1891 ظهر ثاني عرض له بعنوان النرجس: أوبرا. كتب وأدى أيضًا التمثيلية الموسيقية بعنوان عشاق الغمازة، لمجموعة المسرح في نادي غاريك في أديلايد. كتب سيسيل جيمس شارب الموسيقى في كل عرض. أُخرجت مشاريعه الأدبية الأولى في المسرح، ولكن طموحه لم يهدئ بسبب الرد الفاتر الذي تلقته الميلودراما الخاصة به في أديلايد. بالتالي، حين ضرب الانهيار الاقتصادي الشديد معظم المستعمرات الأسترالية في بداية تسعينيات القرن التاسع عشر، اتبع الطريق المألوف إلى لندن في ديسمبر 1891.
لكن، أُحبطت محاولة بوثبي الأولى للشهرة، إذ أجبره نقص التمويل على الترجل في طريق كولومبو، سريلانكا والبدء في شق طريقه إلى الوطن عبر جنوب شرق آسيا. وفقًا للأسطورة العائلية، أدى الفقر المدقع الذي واجهه في هذه الرحلة إلى قبول أي نوع من العمل تمكن من الحصول عليه: «عنى ذلك العمل أمام السارية، وإذكاء النار في سفن الشحن في المحيطات، والانضمام لأوكار الأفيون الصيني في سنغافورة، والحفر في حقول الياقوت في بورما، والتمثيل، والقتال على الجوائز، ورعاية الأبقار...». تبع ذلك إقامة قصيرة في جزيرة الخميس، وهي جزيرة ميلانيزية في مجموعة مضيق توريس ضمتها مستعمرة كوينزلاند مؤخرًا، إذ عمل فيها غواصًا في تجارة اللؤلؤ المربحة؛ وأخيرًا وصل برحلة شاقة برًا عبر القارة الأسترالية إلى أديلايد. في حين يلفت بول ديباسكال، وهو كاتب سيرة بوثبي الوحيد، الانتباه إلى أن هذا السرد لرحلاته ساحر، فقد سافر بوثبي بالتأكيد على نطاق واسع في جنوب شرق آسيا وميلانيزيا وأستراليا في تلك الفترة، وجمع مخزونًا من النوادر الاستعمارية والتجارب التي أثرت على الكثير من كتاباته اللاحقة.
بعد قرابة عامين، وصل بوثبي أخيرًا إلى لندن ونجح في الاستفادة من ترحاله، ونشر حول الولب أو عبر الشرق وعلى امتداد أستراليا، في عام 1894. لاقت قصة الرحلة نجاحًا معقولًا، واقترنت في وقت لاحق من ذلك العام برواية بوثبي الأولى، في رفقة غريبة. حدثت رواية المغامرة هذه في إنجلترا وأستراليا والبحار الجنوبية وأمريكا الجنوبية، وأسست نمطًا ميز تحفة بوثبي الناجحة، التي ضمت استخدام المواقع الغريبة والعالمية وخاصة الأسترالازية التي وُضعت غالبًا كنهاية لوحدها ولا لزوم لها في حبكة القصة. بحلول أكتوبر 1895، أنهى بوثبي ثلاث روايات أخرى، منها عرض للثراء، وهي أول رواية شملت الدكتور نيكولا وقفزت بوثبي إلى استحسان واسع. بالنسبة للروايتين الأخريين اللتين كتبهما بوثبي في عام 1895، وقعت رواية مسعى ضائع في جزيرة الخميس، وتعددت مواقع رواية زواج أستير لتضم عدة جزر في مضيق توريس. استمر بوثبي في كتابة الخيال بمعدل عالٍ، وكتب ما يصل إلى ست روايات سنويًا ضمن مجموعة الأنواع الشائعة في نهاية القرن، وينسب إليه فضل كتابة أكثر من 53 رواية في المجمل، بالإضافة إلى عشرات القصص القصيرة والمسرحيات.

## وفاته
توفي بوثبي في منزله، عن عمر ناهز 38 عامًا، في بوسكومب، بالقرب من بورنماوث، بسبب المضاعفات الناجمة عن الإنفلونزا، وذلك في 26 فبراير 1905. يقع قبره في مقبرة ويمبورن رود في المدينة.

## وصلات خارجية
- غاي بوثبي على موقع IMDb (الإنجليزية)